# 高橋光臣
高橋光臣（1982年3月10日—）是日本男演員，出身自日本大阪府，以前是屬於AT Production，前WINGS JAPAN旗下的藝人。身高175cm。他於多年前在東洋大學法學部法律學科畢業。2014年1月1日與演員宮下友美結婚，2018年2月19日長子誕生，2020年2月2日次子誕生。

## 演出紀錄及作品

### 電視劇
- 相棒 Season 3 第6集（2004年12月1日，朝日電視台）
- anego 第3集（2005年5月4日，日本電視台） - 飾演 橄欖球部員
- WATER BOYS 2005夏（2005年8月19日・20日，富士電視台） - 飾演 赤嶺
- 超級戰隊系列（朝日電視台）
  - 轟轟戰隊冒險者（2006年2月 - 2007年2月） - 飾演 明石曉／冒險紅
  - 海賊戰隊豪快者 第21集（2011年7月17日） - 飾演 明石曉／冒險紅
- 花樣少年少女（2007年7月 - 9月，富士電視台） - 飾演 大國町光臣
  - 花樣少年少女: 畢業式&7及1/2話特別篇（2008年10月12日） - 飾演 大國町光臣
- 天與地（2008年1月6日，朝日電視台） - 飾演 色部
- 交渉人〜THE NEGOTIATOR〜 第6集～最終回（2008年，朝日電視台） - 飾演 淺川雅樹
- 神樂坂署生活安全課4 ご近所トラブル殺人事件（2008年4月30日，東京電視台）
- 幻影〜ゲンヱイ〜（2008年5月 - 7月，ABC電視台） - 主演 木下元
- 怪獸家長 第6話（2008年8月5日，富士電視台） - 飾演 武藤春樹
- OVER 30（2009年1月6日 - 2月27日，TBS系・CBC制作） - 飾演 山田耕治
- 我家的男子 （2009年4月 - 6月，富士電視台） - 飾演 中尾
- 大河劇（NHK）
  - 龍馬傳（2010年3月14日） - 飾演 山脇重吉
  - 西鄉殿（2018年） - 飾演 有村俊齋／海江田信義
  - 致光之君（2024年）- 飾演 藤原義懷
- 科搜研之女（朝日電視台）- 飾演 權藤克利
  - 科搜研之女 特別篇（2010年3月18日）
  - 科搜研之女 第10季（2010年7月 - 9月）
  - 科搜研之女 特別篇（2011年3月17日）
  - 科搜研之女 第11季（2011年10月 - 2012年3月）
  - 科搜研之女 第12季 第5集（2013年1月 - 2月）
- 水戶黄門（TBS/C.A.L）
  - 水戶黄門 第41部 第4集「湯の里守れ! 美人女将 -箱根-」（2010年5月3日） - 飾演 辰次
  - 水戶黄門 特別篇（2015年6月29日） - 飾演 松平賴常
- 迷宮先生 第7季 第5集（2010年5月20日，朝日電視台） - 飾演 坂本健一
- 假面騎士OOO 第17・18集（2011年1月9日・16日，朝日電視台） - 飾演 橋本勝
- 新選組血風錄 第1集 - 第3集（2011年4月，NHK BS Premium） - 飾演 平山五郎
- 非公認戰隊秋葉原連者 第3・11集 （2012年4月21日・6月16日，BS朝日電視台） - 飾演 明石曉／冒險紅
- 連續電視小說 小梅醫生 第31集 - 最終話（2012年5月 - 9月，NHK）-飾演 松岡敏夫
- 毛骨悚然撞鬼經驗 夏之特別篇2012「某個夏日發生的事情」（2012年8月18日，富士電視台） - 飾演 芳村悠司
- DOUBLE FACE - 飾演 堺俊彥
  - 潛入搜查編（2012年10月15日，TBS）
  - 偽裝警察編（2012年10月27日，WOWOW）
- 實驗刑警都鳥（2012年11月 - 12月，NHK） - 飾演 安永哲平
  - 實驗刑警都鳥2（2013年10月 - 11月）
- 無名毒 第1集 - 第5集（2013年7月8日 - 8月5日，TBS） - 飾演 浜田利和
- 庶務二課2013 第4集（2013年8月7日，富士電視台） - 飾演 錦山博之
- 恐龍老師（2013年9月4日，NHK BS Premium） - 主演 玉邑大地
- 影武者德川家康（2014年1月2日，東京電視台） - 飾演 甲斐の六郎
- 神谷玄次郎捕物控（2014年4月4日 - 5月2日，NHK BS Premium）- 主演 神谷玄次郎
  - 神谷玄次郎捕物控2（2015年4月3日 - 5月22日）
- 刑警110公斤 第二季 第5集（2014年5月29日，朝日電視台） - 飾演 田邊由紀也
- 極惡頑暴  第10・11集（2014年6月16日・23日，富士電視台） - 飾演 柘植口辰也
- 鬼平犯科帳（2015年1月9日，富士電視台） - 飾演 伏屋の紋蔵
- 復仇法廷（2015年2月7日，朝日電視台） - 飾演 原田龍一
- 警視廳搜查一課9係 season10 第10集（2015年7月1日，朝日電視台） - 飾演 城壯輔
- 年齡騷擾 第2集（2015年7月16日，朝日電視台） - 飾演 增田正則
- 下町火箭 第6集 - 第10集（2015年11月22日 - 12月20日，TBS） - 飾演 中里淳
- Good Partner 無敵律師 第2・3集（2016年4月28日・5月5日，朝日電視台） - 飾演 日向俊矢
- 毫不保留的愛（2016年7月12日 - 9月20日，TBS） - 飾演 山下陽太
- 鐵證懸案～真相之門～ 第5集（2016年11月19日，WOWOW） - 飾演 小暮充
- Career～打破常規的警察署長～ 第8・9集（2016年11月27日・12月4日，富士電視台） - 飾演 春日亮平
- 4號警備 第4集（2017年4月29日，NHK） - 飾演 甲本富雄
- 小巨人 第3集 - 第10集（2017年4月30日 - 6月18日，TBS） - 飾演 松岡航平
- 犯罪症候群 Season1 第6集 - 第8集（2017年5月13日 - 5月27日，東海電視台） - 飾演 高梨道典
- 再見，江成君 第8集（2017年6月19日，朝日電視台） - 飾演 增田
- 檢證搜查（2017年7月5日，東京電視台） - 飾演 新島剛（山田）
- 警視廳零系〜生活安全課萬能諮詢室〜 SECOND SEASON 第5集 - 第8集（2017年8月25日 - 9月15日，東京電視台） - 飾演 三谷誠
- 黑色復仇（2017年10月5日 - 12月8日，讀賣電視台） - 飾演 寺田圭吾
- 池波正太郎時代劇 光與影 第2集「武家の恥」（2017年10月10日，BS東視） - 主演 森萬之助
- 產科醫鴻鳥 第2季 第9集（2017年12月8日，TBS） - 飾演 篠原修一
- 女忍法帖螢火（2018年4月3日 - 9月11日，BS東視） - 飾演 吹矢城助
- 傳聞中的女人 第3集（2018年4月28日，BS東視） - 飾演 秋山大輔
- 淺間山莊事件（2018年6月7日，富士電視台） - 飾演 白田弘行
- 遺留搜查 第5季 第3集（2018年7月26日，朝日電視台） - 飾演 戶川次郎
- 不惑橄欖球（2018年9月1日 - 10月13日，NHK） - 飾演 二階堂謙信
- 大岡越前（NHK BS Premium） - 飾演 伊生正武
  - 大岡越前 特別篇（2019年1月4日）
  - 大岡越前5（2020年1月10日 - 2月21日）
  - 大岡越前 特別篇（2021年1月1日）
  - 大岡越前6（2022年5月13日 - 7月1日）
  - 大岡越前 特別篇（2023年12月29日）
  - 大岡越前7（2024年6月23日 - 8月11日）
- 刑警ZERO 第1・9・10話（2019年1月10日・3月7日・3月14日，朝日電視台） - 飾演 能見冬馬
- KTS鹿兒島電視台開局50周年記念電視劇「前田正名 -龍馬が託した男-」（2019年2月5日，鹿兒島電視台） - 飾演 坂本龍馬
- NO SIDE GAME （2019年7月7日 - 9月15日，TBS） - 飾演 岸和田徹
- 劍客生涯 婚禮之夜（2020年3月13日，富士電視台） - 飾演 秋山大治郎
- 默默奉獻的灰姑娘 第9集（2020年9月10日，富士電視台）- 飾演 栗原謙介
- 離婚活動（2021年4月16日 - 6月18日，TBS）- 飾演 青山貴也
- 和田家的男人們 第3・4・7・8集（2021年11月5日・12日・12月3日・10日，朝日電視台） - 飾演 清宮恭介
- 螺旋的迷宮-遺傳因子搜查- 第6集 - 最終話（2021年11月19日 - 26日，東京電視台） - 飾演 槇村明良
- DCU（2022年1月16日 - 3月20日，TBS） - 飾演 西野斗真
- 詐欺獵人  第1集（2022年10月21日，TBS） - 飾演 春日公義
- Get Ready! 第5集（2023年2月5日，TBS）- 飾演 佐佐木健二
- 隔壁男生經常吃 第3集 - 最終話（2023年4月27日 - 6月29日，東京電視台） - 飾演 篠原一義
- 奶奶的憂鬱 最終話（2023年5月27日，東海電視台・富士電視台） - 飾演 百目鬼トオル
- 絕對不可能～偵探·上水流涼子的解析～ 第9集（2023年6月12日，關西電視台・富士電視台）- 飾演 安生健吾
- 執行!!～狗和我和執行官～ 第3集（2023年7月18日，朝日電視台） - 飾演 矢上遼一
- 落日（2023年9月10日 - 10月1日，WOWOW） - 飾演 神池正隆
- 跳槽的魔王大人 第10集（2023年9月18日，關西電視台・富士電視台）- 飾演 矢吹健一
- 費馬的料理（2023年10月20日 - 12月22日，TBS）- 飾演 淡島優作
- Great Gift 第4集・第5集（2024年2月8日・15日，朝日電視台） - 飾演 君島學
- 在你成為野獸之前 第1集 - 第10集（2024年4月6日 - 6月8日，東京電視台）- 飾演 大久保玄奘
- 青島君很壞 第6集 - 第8集（2024年8月24日 - 9月7日，朝日電視台）- 飾演 藤原將也
- 初次見面，您好，請和我離婚（2024年11月8日 - 12月27日，MBS）- 飾演 設樂桐史郎
- 相棒 season23 元日SP「最後の一日」（2025年1月1日，朝日電視台）- 飾演 武部友和
- 家政婦黑見不許敗壞的家（2025年1月11日 - 3月29日，東京電視台）- 飾演 灰原蒼太
- 老公，你能不能去死一死（2025年4月7日 - ，東京電視台）- 飾演 加賀美弘毅
- 從奪走你的那天起（2025年4月21日 - ，關西電視台・富士電視台）- 飾演 皆川景吾

### 電影
- 轟轟戰隊冒險者 THE MOVIE 最強的密寶（2006年，東映） - 飾演 明石曉／冒險紅
- 轟轟戰隊冒險者VS超級戰隊（2007年，東映） - 飾演 明石曉／冒險紅
- 超忍者隊INAZUMA!! SPARK（2007年，東映） - 飾演 Hayate
- 獸拳戰隊激氣連者VS冒險者（2008年，東映） - 飾演 明石曉／冒險紅
- 終有一天（2010年，松竹）- 飾演 須賀
- 豪快者 護星者 超級戰隊199英雄大決戰（2011年7月17日，東映） - 飾演 明石曉／冒險紅
- 真田十勇士（2016年，松竹 / 日活） - 飾演 筧十藏
- 累（2018年，東寶）- 飾演 トリゴーリン
- 群青戰記（2021年，東寶） - 飾演 本多正信
- 王者天下3：命運之炎（2023年，東寶） - 飾演 干央

### 舞台
- Double Booking（2008年7月18日 - 27日，紀伊国屋ホール，Theater Tops） - 飾演 武田陽介
- うばクラ（2009年1月） - 飾演 本丸惣太
- 一太が教えてくれたこと（仙台廣播劇）
- ふたつの剣（FM戲院廣播劇） - 飾演 野間恒
- 案頭戲　田邊聖子的世界（2009年3月30日、31日　銀座博品館）

### 其他節目
- 最強の男は誰だ!壮絶筋肉バトル!!スポーツマンNo.1決定戦（TBS電視）
- ド短期ツメコミ教育!豪腕!コーチング!!（東京電視台）
- ウチくる!?（富士電視台）
- QUIZ! HEXAGON II（2007年7月29日，富士電視台）
- 日本史懸疑劇場（2009年3月4日，日本電視台） - 飾演 直江兼續
- 極限體能王SASUKE（2009年3月30日，TBS電視）
- 全明星感恩節（2009年4月4日，TBS電視）

### 廣告
- 仙台銀行
- 獅王『Clinica』
- 瑞穗銀行
- 華歌爾WING
- CIBA Vision

## 外部連結
- 官方网站（日語）
- 高橋光臣 - STARDUST PROMOTION （页面存档备份，存于）
- 高橋光臣個人日誌 HIKARI no MICHI（2007年之前）
- 高橋光臣個人日誌 HIKARI NO MICHI ～第二章～（2008年至今） （页面存档备份，存于）
- 高橋光臣的Instagram帳戶
- 高橋光臣的X（前Twitter）

| 前任： 橋本淳 磯部勉 （魔法戰隊魔法連者） | 日本超級戰隊系列紅色戰士演員 轟轟戰隊冒險者 同期：古谷徹 (聲演) 2006年2月19日-2007年2月11日 | 繼任： 鈴木裕樹 （獸拳戰隊激氣連者） |